# Dones en l'agricultura del Japó

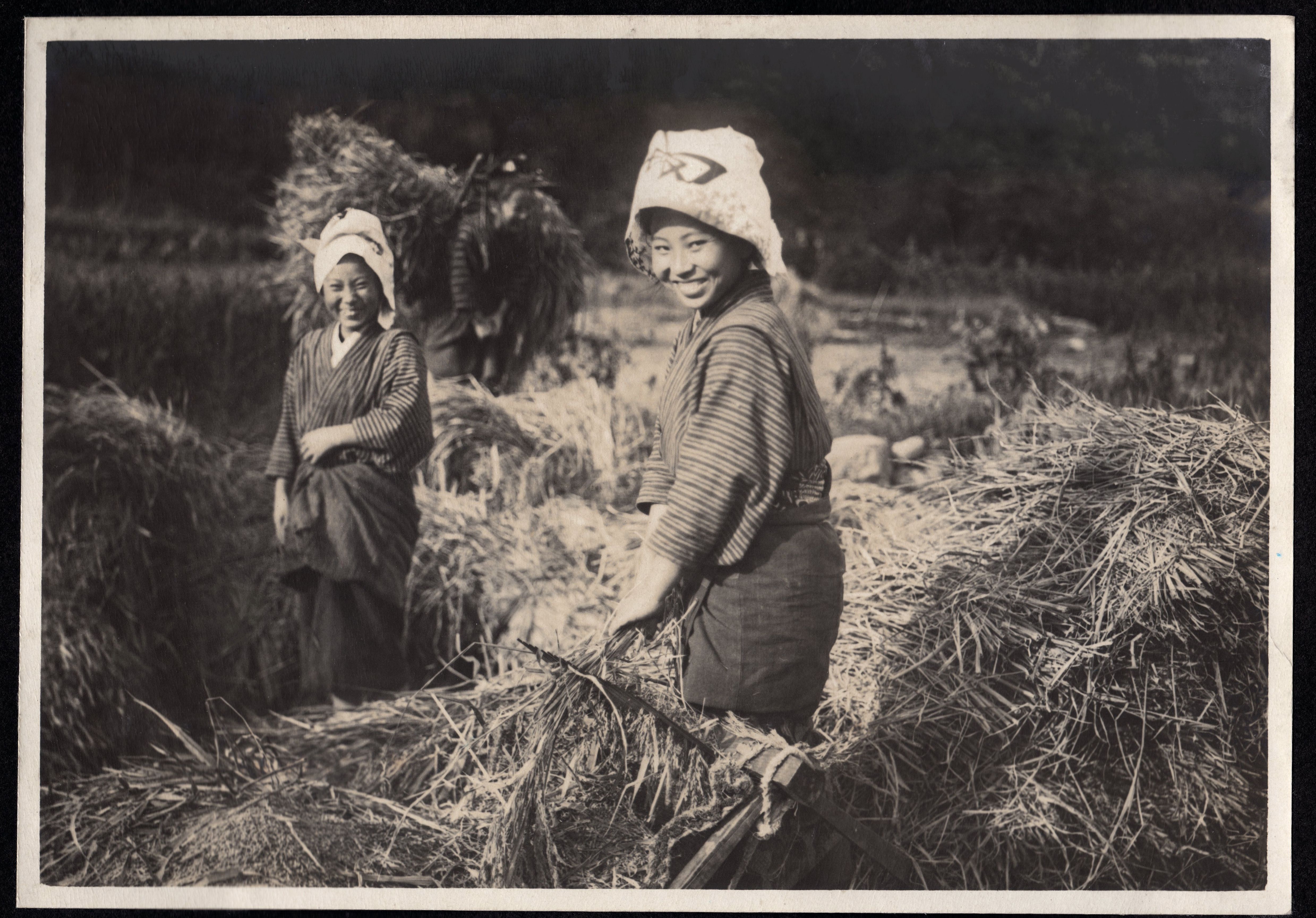
Agricultores japoneses, ca. 1914-1918

Les dones en l'agricultura del Japó han sigut sempre actives. Les agricultores han superat en nombre als agricultors mascles a través de tota la història del Japó.

## Història

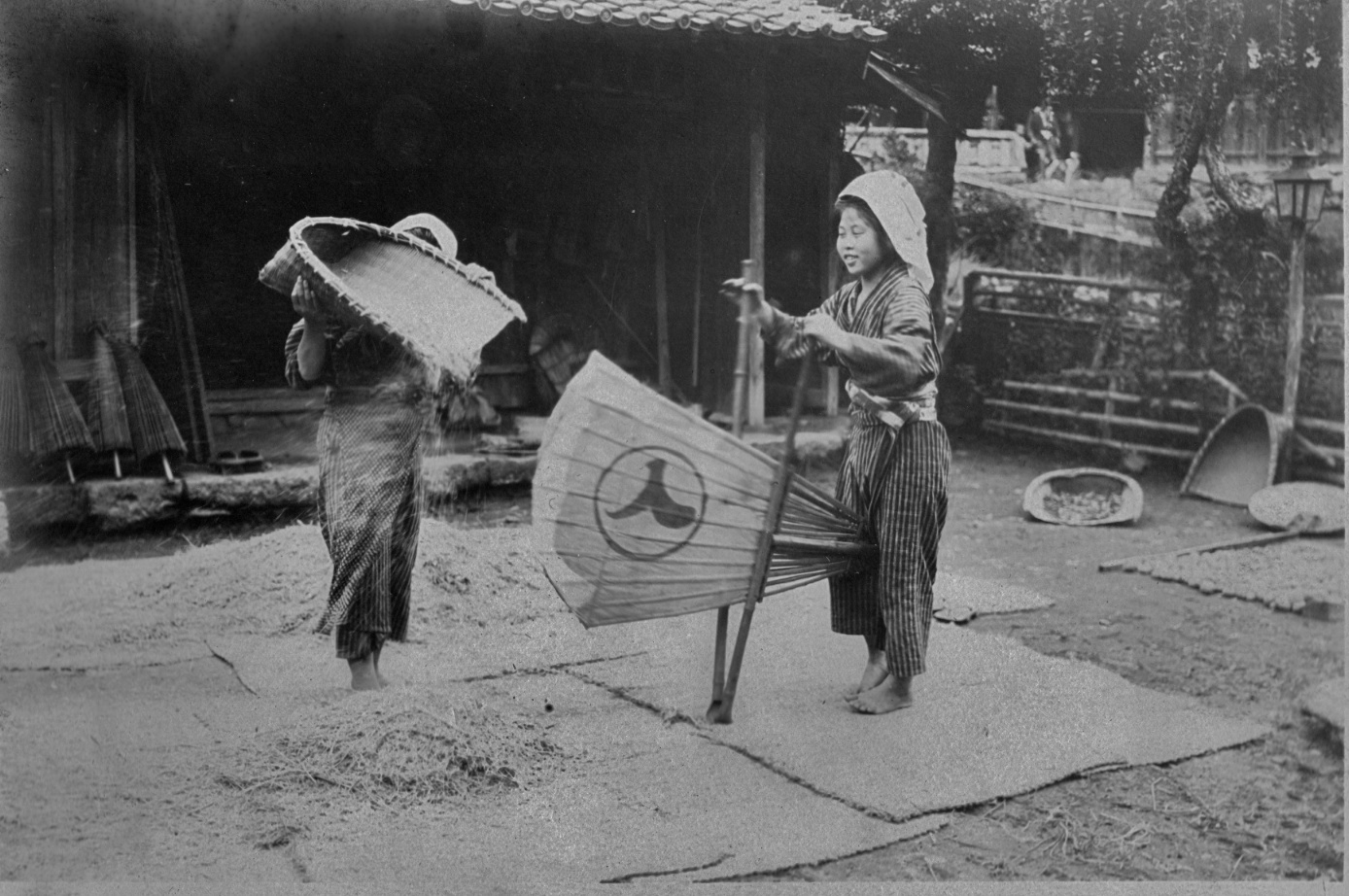
Noies garbellant grans d'arròs. La noia de l'esquerra buida una cistella de grans mentre la de la dreta utilitiza un ventall per separar les pallofes del grans (ca. 1914-1918).

Els xicotets camps familiars japonesos són l'origen dominant de l'agricultura al país i, mentre el nombre d'agricultors ha davallat pel pas dels anys, les dones treballant en l'activitat agrícola n'han sigut més que els homes.
Els camps xicotets foren tradicionalment heretats del pare al fill més major i les dones no solien estar involucrades en els papers de lideratge en els comitès agrícoles o les cooperatives agrícoles. A causa d'aquesta disposició, l'agricultura va ser un sector dominat per homes. Malgrat que les dones treballaven side-by-side on the farm, tradicionalment els homes i les dones no passaven molt de temps junts quan no estaven treballant el camp. Fins recentment, les dones que vulgueren convertir-se en agricultores baix aquest model tradicional podien aconseguir-ho solament si naixien en una família d'agricultors o es casaven amb algú de 'una família d'agricultors. Avui en dia, aquest patró continua en algunes zones. Haruna Takano, que establí una granja a Hokkaido amb Eri Sawai, afirma que les dones volen treballar en l'agricultura són animades perquè es casen amb gent de famílies d'agricultors. Molts homes tenen feines externes al camp per a complementar els ingressos familiars i així s'ha esperat de les dones que contribuisquen significantment en la feina del camp. El 1976, les agricultores japoneses s'ocupaven de treballs a temps parcial alhora que treballaven els camps.
A partir de la Restauració Meiji, el país nipó passà per un procés d'industrialització. La mà d'obra necessària per impulsar la indústria del cotó i la seda vingué de les dones joves que venien de famílies agrícoles. Les dones s'estaven alliberant de les feines del camp per la modernització de l'agricultura. Així i tot, hi havia una resistència per part de les famílies a separar-se de les filles. Cosa per la qual el govern llençà propaganda per tot l'estat per convéncer apel·lant al patriotisme i l'estatus, propaganda que no va persuadir per la desconfiança cap a la possibilitat de tindre supervisors estrangers fins que les filles dels oficials també anaren a treballar a les fàbriques. Cal destacar que les filles dels oficials que hi anaven eren les filles dels oficials locals, no dels alts oficials. Malgrat les dures condicions de treball (salaris baixos, fins a 12 hores de treball al dia, malalties com la tuberculosi i el beri-beri), "la majoria de les dones preferien la feina de la fàbrica a la del camp" perquè la feina al camp exigia més que la de la fàbrica i la dieta de la fàbrica era millor que la desnutrició i la inanició dels camps de les seues famílies.
De les 800.000 treballadores de la indústria que hi havia el 1913, la majoria eren noies provinents de les zones rurals pobres.
Després de la Segona Guerra Mundial, la producció agrícola es va frenar al Japó. El 2013 els agricultors japonesos produïen solament el 39% de la demanda de menjar del Japó. Després de la guerra mundial, molts camps de propietaris que no els treballaven foren transferits als anteriors arrendataris i les dones eren animades perquè participaren en les organitzacions dels homes però freqüentment amb privilegis limitats.
Moltes normes tradicionals continuarenal Japó després de la promulgacio de la Constitució del Japó el 1947. Les agricultores rurals durant aquest període tenien un paper doble com a treballadores al camp i cuidadores dels membres de la família. Com les dones començaven a treballar fora del camp, s'esperava d'elles que continuaren treballant el camp.
Durant la dècada de 1980, hi hagué un gran canvi en la demografia agrícola, amb gent jove, especialment dones joves, deixant de treballar els camps i anant-se a treballar a àrees urbanes.
El 1994, la xarxa agrícola més gran i coneguda, Heroïnes Rurals (en japonès: Inakano Heroine Wakuwaku Network) va ser formada. Heroïnes Rurals han creat una convenció nacional perquè les agricultores contacten. L'organització publica Heroine News i organitza conferències locals, seminaris i intercanvi de productes agrícoles.
Pel 1995, l'agricultura estava canviant per a les dones. Agricultores més joves eren considerades més independents que les generacions anteriors. En 1996, una escola anomenada Escola de Senyores de Granja (Redīsu Fāmu Sukūru) va ser formada a Hokkaido per formar dones per convertir-se en dones agrícoles emancipades. L'escola va ser creada per a formar dones en matèria d'agricultura i per a atraure dones a les àrees rurals.
Després del 1999, quan la Llei Bàsica per una Societat d'Igualtat de Gènere (男女共同参画社会基本法, Danjo Kyōdō Sankaku Shakai Kihon Hō) entrà en efecte, els comitès agrícoles i les cooperatives agrícoles començaren a animar que les dones hi participaren i van augmentar el nombre de dones liderant en l'àmbit agrícola.

## Agricultura recent

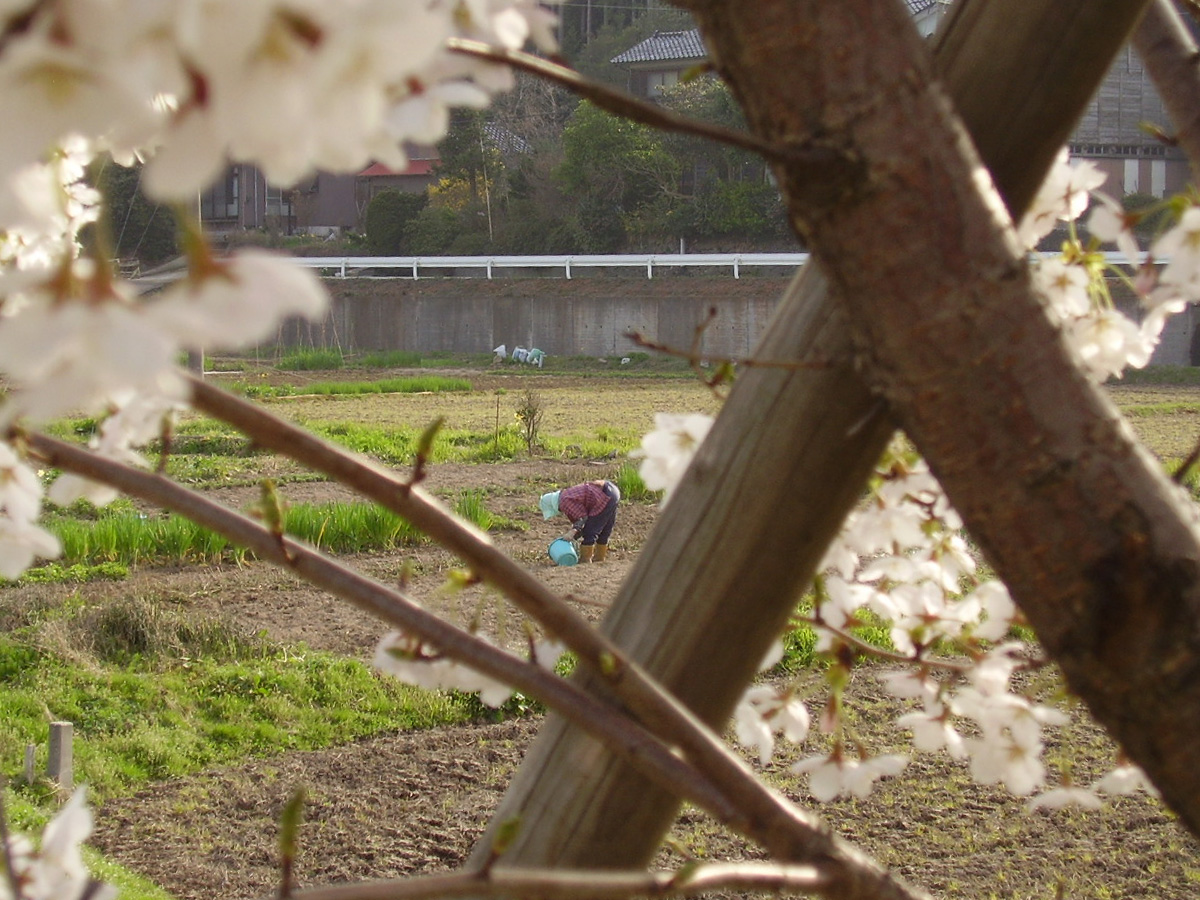
Dona treballant el camp a Wajima, 2006.

Dades del govern del 2011 mostràven que les dones es dirigien més de tres quarts de les noves empreses d'agroindústria. Molta gent jove al Japó s'ha vist atret a l'agricultura i el govern japonès està ajudant programes de suport als nous agricultors. El govern el 2014 començà a impulsar la col·laboració entre empreses i dones agricultores. Els productes desenvolupats incloïen nous camions, vàters exteriors per a dones i llevataques. El govern també ha animat a les agricultores perquè contactaren entre elles. Així mateix, el 2010, hi havia poques dones en llocs d'executiu en les cooperatives agrícoles i les dones soles formaven el 16% dels membres.
Els camps urbans com el de Shiho Fujita, exterior a Tòquio, són part d'un col·lectiu format per dones joves que viuen a la ciutat i treballen a temps parcial als camps. La Granja de Xiques de Yamagata a la prefectura de Yamagata anima a les dones a treballar en l'agricultura però insisteix que les dones "han de portar maquillatge, que aquest ha de ser funcional però bonic i han de comportar-se com dones joves ben educades". Urban women who are interested in farming are known as "farm gals", or nōgyaru.